# Mariakapel (Achthoven)
De Mariakapel in Achthoven is een Mariakapel aan de N228 in de buurtschap Achthoven in de Nederlandse gemeente Montfoort.
Het wegkapelletje is opgetrokken uit baksteen en heeft een brede voet met daarop een smallere zuil met een huisvormig bovenstuk waarin een Mariabeeld achter een gietijzeren hekwerk staat. Boven op de kapel staat een wit kruis. Op de voet is een zwarte plaat bevestigd met daarop de tekst Ave Maria. De kapel staat onder een oude paardenkastanje.

## Afbeeldingen

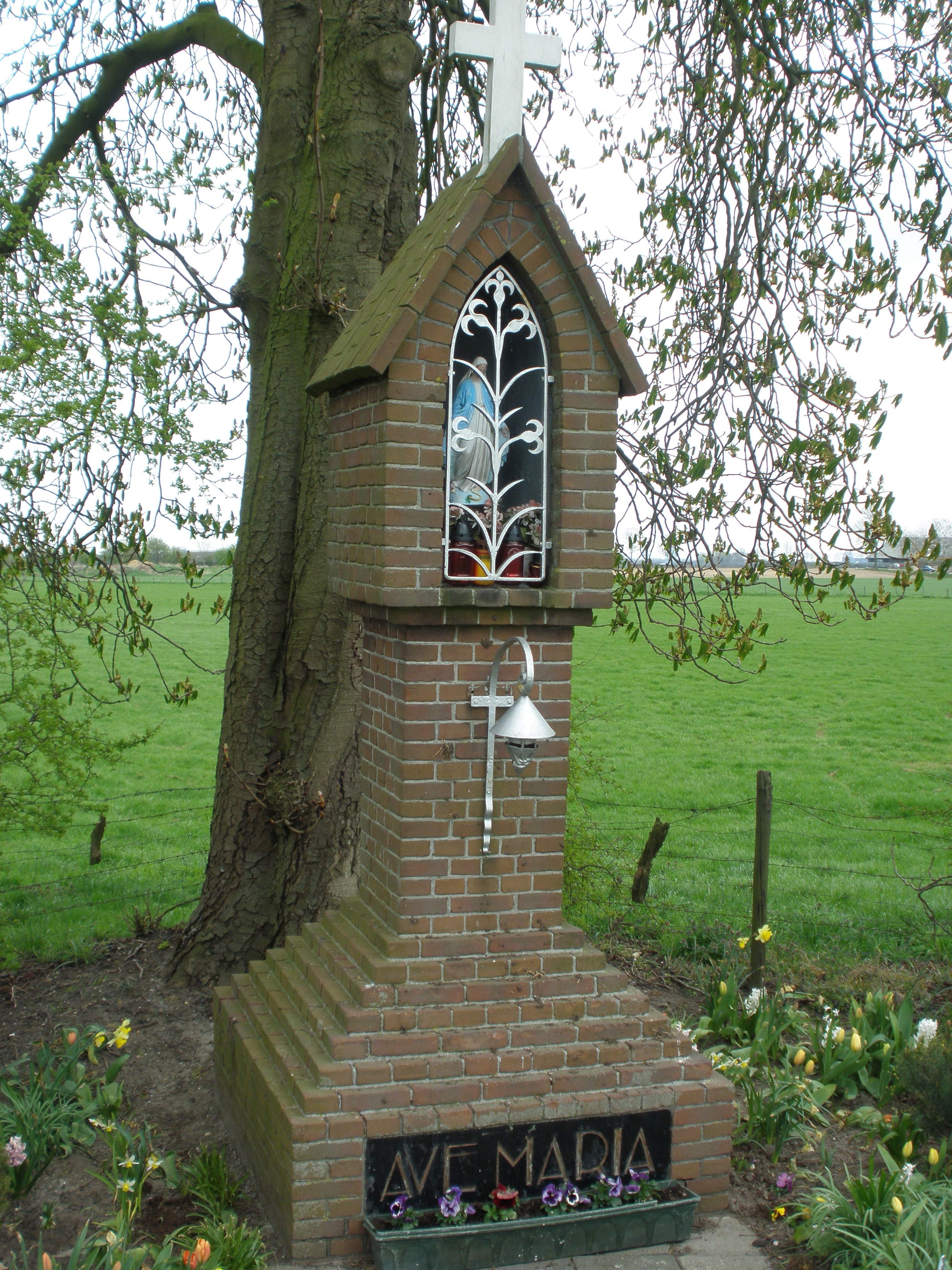
De gehele kapel
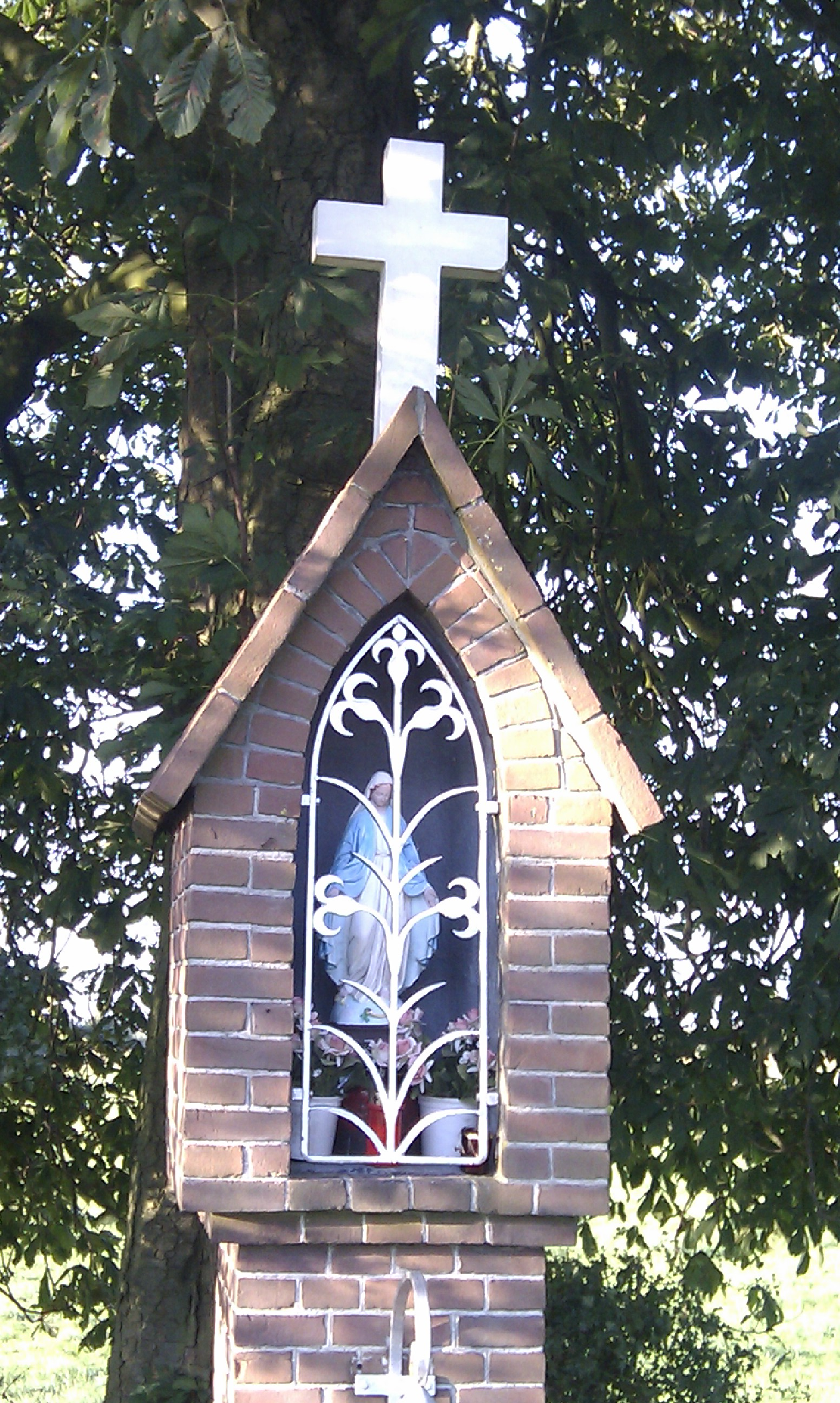
Detail
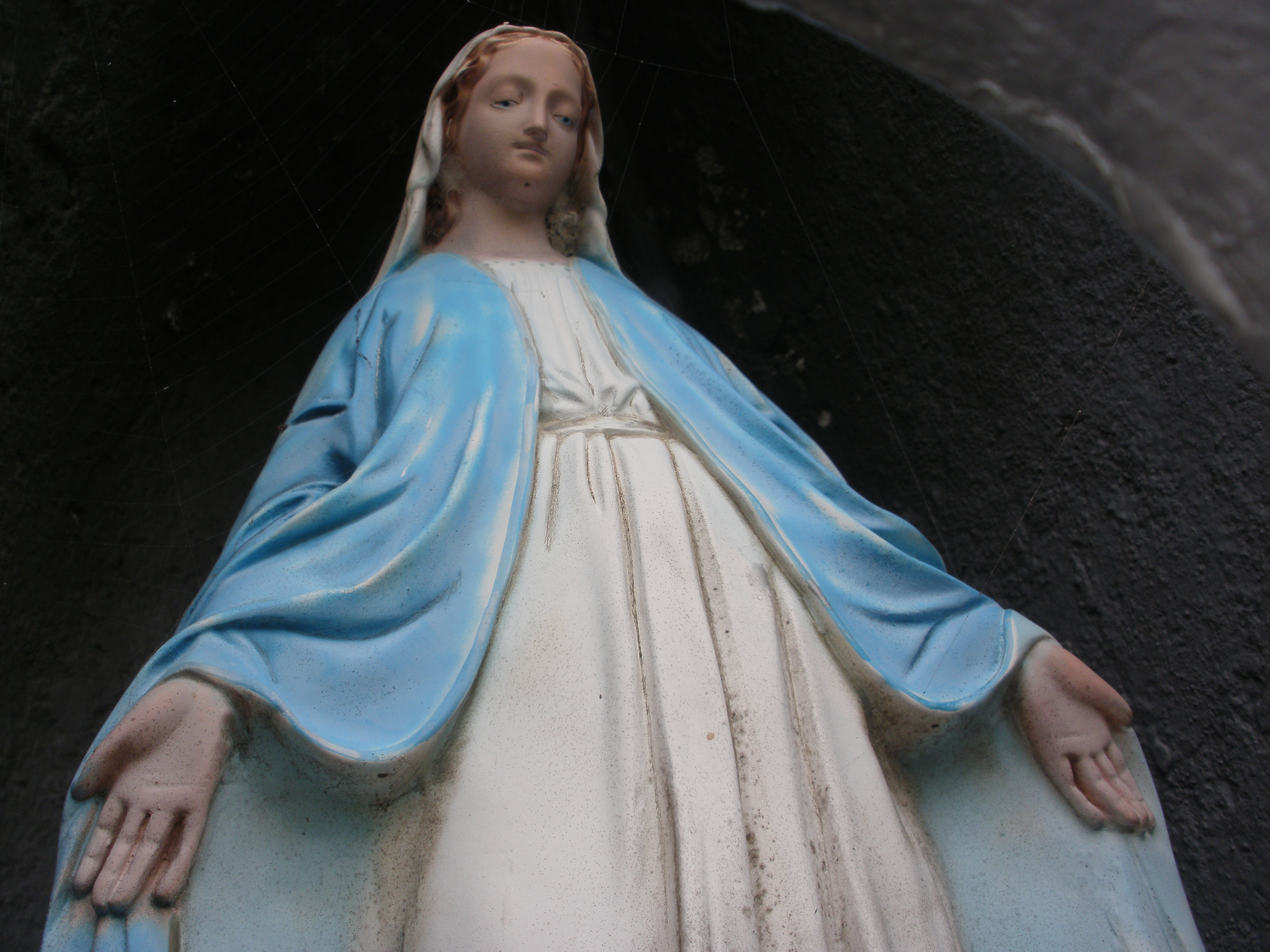
Mariabeeld
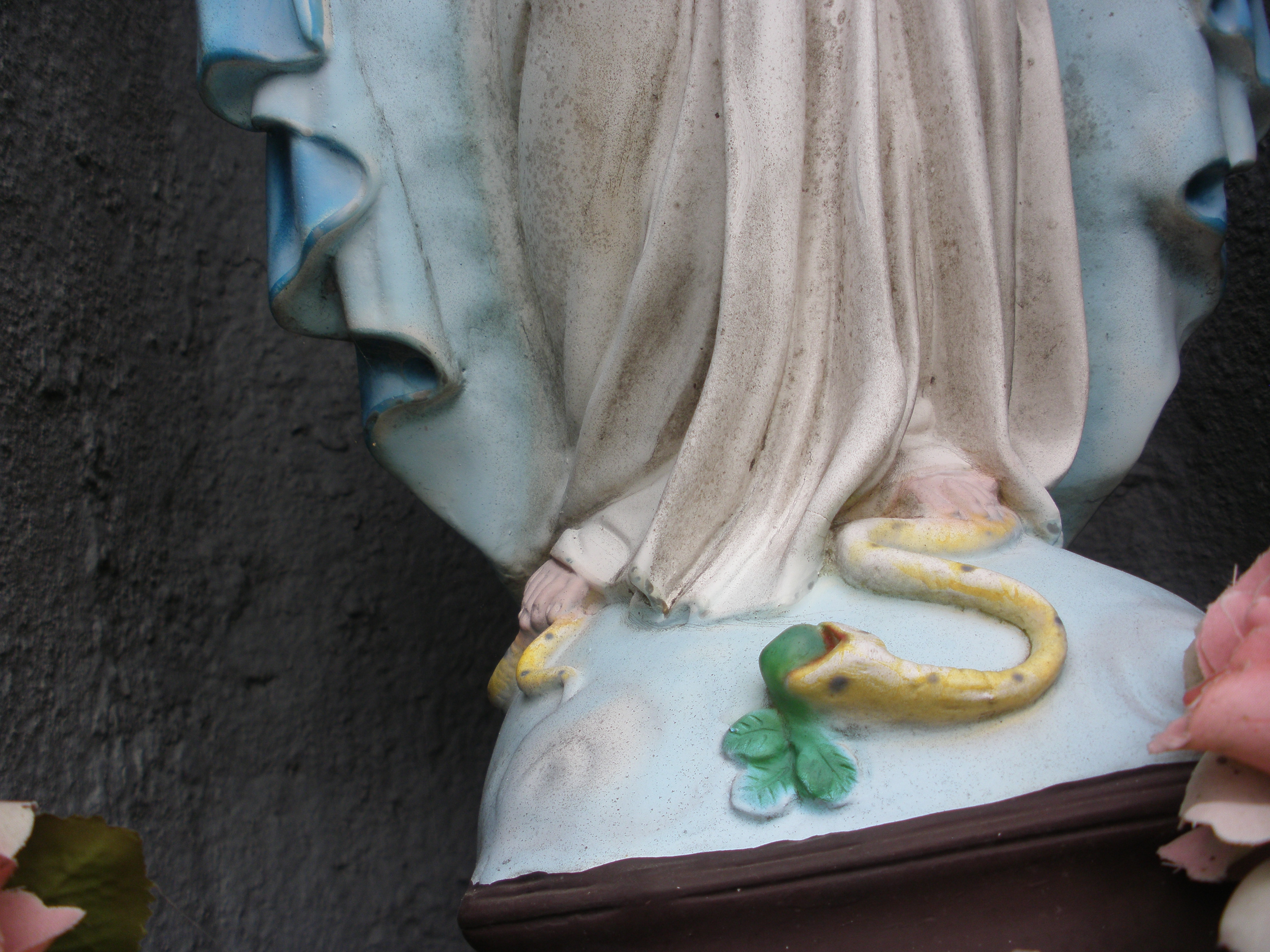
Detail van het beeld